# 11426 Molster
11426 Molster este un asteroid din centura principală de asteroizi.

## Descriere
11426 Molster este un asteroid din centura principală de asteroizi. A fost descoperit pe 24 septembrie 1960 la Observatorul Palomar de Cornelis Johannes van Houten, Ingrid van Houten-Groeneveld și Tom Gehrels. Asteroidul prezintă o orbită caracterizată de o semiaxă mare de 3,15 ua, o excentricitate de 0,28 și o înclinație de 15,1° în raport cu ecliptica.